# Anoplogaster brachycera
El pez con colmillos cortos (Anoplogaster brachycera) es una especie de pez abisal de aspecto terrorífico, de la familia anoplogástridos. Son de aguas profundas, se distribuye en zonas tropicales y templadas, la familia contiene solo dos especies muy similares que no conoce parientes cercanos: Anoplogaster cornuta, que se encuentra en todo el mundo, y Anoplogaster brachycera, que se encuentra en la zona tropical del Pacífico y Océano Atlántico.
La cabeza es grande, con grandes fauces, plagado de moco con cavidades trazadas por bordes serrados y cubierto por una fina piel. Los ojos son relativamente pequeños. El cuerpo entero es de un color marrón oscuro a negro y está muy comprimido lateralmente, en el fondo anterior y progresivamente más delgado hacia la cola. Las aletas son pequeñas y simples; Las escalas están incrustadas en la piel y adoptan la forma de placas delgadas. Como compensación por la reducción de los ojos, la línea lateral está bien desarrollada y se presenta como un surco a lo largo de los flancos.
El adulto es un temible depredador cuyos dientes, vueltos hacia dentro, impiden que la presa se escape.
La larva de este pez está cubierta de excrecencias espinosas.